# Under Wheels of Confusion
Under Wheels of Confusion è una compilation del gruppo britannico heavy metal Black Sabbath, pubblicata nel 1996 per l'etichetta discografica Castle Communications. Include in quattro CD i migliori brani del gruppo pubblicati dal 1970 fino al 1987.

## Tracce

### CD1
1. Black Sabbath
2. The Wizard
3. N.I.B.
4. Evil Woman
5. Wicked World
6. War Pigs
7. Paranoid
8. Iron Man
9. Planet Caravan
10. Hand of Doom
11. Sweet Leaf
12. After Forever
13. Children of the Grave

### CD2
1. Into the Void
2. Lord of This World
3. Orchid
4. Supernaut
5. Tomorrow's Dream
6. Wheels of Confusion
7. Changes
8. Snowblind
9. Laguna Sunrise
10. Cornucopia
11. Sabbath Bloody Sabbath
12. Killing Yourself To Live
13. Hole in the Sky
14. Am I Going Insane (Radio)

### CD3
1. The Writ
2. Symptom of the Universe
3. Dirty Women
4. Back Street Kids
5. Rock 'N' Roll Doctor
6. She's Gone
7. A Hard Road
8. Never Say Die
9. Neon Knights
10. Heaven and Hell
11. Die Young
12. Lonely is the Word

### CD4
1. Turn Up the Night
2. The Sign of the Southern Cross
3. Falling Off the Edge of the World
4. The Mob Rules
5. Voodoo
6. Digital Bitch
7. Trashed
8. Hot Line
9. In for the Kill
10. Seventh Star
11. Heart Like a Wheel
12. The Shining
13. The Eternal Idol